# Ted Schwinden
Theodore Schwinden (Wolf Point, 31 de agosto de 1925 – Phoenix, 7 de outubro de 2023) foi um político dos Estados Unidos, tendo sido governador de Montana, entre 1981 a 1989.
Schwinden foi vice-governador em de seu antecessor, derrotou nas primárias democratas em 1980. Ele foi membro do Partido Democrata.